# Przedsiębiorczość – rozwój – praca
Przedsiębiorczość – rozwój – praca – strategia rozwoju gospodarczego stworzona w styczniu 2002 roku przez koalicję SLD-UP-PSL. 
Składała się z czterech części:
1. Strategiczne cele polityki gospodarczej.
2. Strategia finansów publicznych.
3. Strategia wzrostu gospodarczego.
4. Strategia integracji europejskiej.

## Strategiczne cele polityki gospodarczej
W części pierwszej skrytykowano politykę poprzednich rządów. 
Zarzucano im doprowadzenie do:
- nierównowagi finansów państwa,
- pogorszenie warunków funkcjonowania polskich przedsiębiorstw,
- gasnącą dynamikę wzrostu gospodarczego,
- narastanie bezrobocia,
- załamanie inwestycji,
- rosnące dysproporcje regionalne,
- kryzys w rolnictwie,
- zmniejszające się poczucie bezpieczeństwa socjalnego.

Źródła problemów upatrywano w niespójnej polityce makroekonomicznej, drogich, źle oszacowanych i nieudolnie wprowadzonych reformach, braku reakcji na pojawiające się trudności. Przedstawiono również uwarunkowania mogące mieć wpływ na sytuację gospodarczą kraju (m.in. rosnące uzależnienie polskiej gospodarki od światowej koniunktury, globalizację w gospodarce i handlu światowym) oraz strategiczne cele polityki gospodarczej (stopniowy powrót w ciągu 2 lat na ścieżkę 5% wzrostu PKB, aktywizację zawodową społeczeństwa i zwiększanie zatrudnienia, skuteczną absorpcję funduszy europejskich i wykorzystanie ich dla rozwoju kraju).

## Strategia finansów publicznych
Część druga zakładała zmiany zasad konstruowania budżetu oraz zmiany w systemie podatkowym mające na celu pobudzenie wzrostu gospodarczego i zmniejszenie bezrobocia. Opisano tu również źródła dopływu środków publicznych na cele rozwojowe, rozwój rynków finansowych i dochodzenie do równowagi makroekonomicznej.

## Strategia wzrostu gospodarczego
W trzeciej części przedstawiono instrumenty niezbędne do osiągnięcia pożądanej dynamiki PKB. 
Zawarto je w trzech programach:
- „Przede wszystkim przedsiębiorczość” (działania na rzecz likwidacji utrudnień w tworzeniu nowych przedsiębiorstw, ułatwianiu działalności przedsiębiorstw istniejących oraz zwiększaniu zatrudnienia),
- „Pierwsza praca” (działania ułatwiające absolwentom podjęcie pierwszego zatrudnienia),
- „Infrastruktura – klucz do rozwoju” (rozwój infrastruktury jako czynnik pobudzania wzrostu gospodarczego).

Oprócz trzech głównych programów zakłada się też: zmiany w strukturze gospodarki (modernizacja, restrukturyzacja, innowacyjność, przekształcenia własnościowe i prywatyzacja), zwiększenie konkurencyjności krajowej produkcji i usług, rozwój wsi i rolnictwa oraz zmiany polityki regionalnej.

## Strategia integracji europejskiej
W czwartej części opisano działania dostosowawcze pod kątem wchodzenia Polski do struktur Unii Europejskiej.

## Rezultaty
W latach 2002–2004 rządowi udało się nieznacznie obniżyć deficyt budżetowy, a w 2004 roku pojawiły się tendencje ożywienia w gospodarce polskiej. Uważa się jednak, iż przyczyn nie można upatrywać we wdrażaniu ustaleń rządowej strategii. Bardziej prawdopodobną przyczyną poprawy sytuacji gospodarczej wydają się czynniki natury koniunkturalnej. Nad sytuacją społeczno-ekonomiczną kraju nadal ciążyło wysokie bezrobocie, zwłaszcza wśród młodych ludzi.